# Masarinae
Sous-famille
Synonymes
- Masarides (Latreille, 1802)
- Mazaridinae (Schulz, 1911)
- Celonitinae  (Borner,  1919)
- Saryarinae  (Kuznetzov, 1923)

Les Masarinae (les Masarines en français) forment une sous-famille d'hyménoptères de la famille des Vespidae. Ce sont des guêpes solitaires fouisseuses ou maçonnes qui ont la particularité de nourrir leurs larves de pollen et de nectar. Leur genre-type est Masaris.

## Description

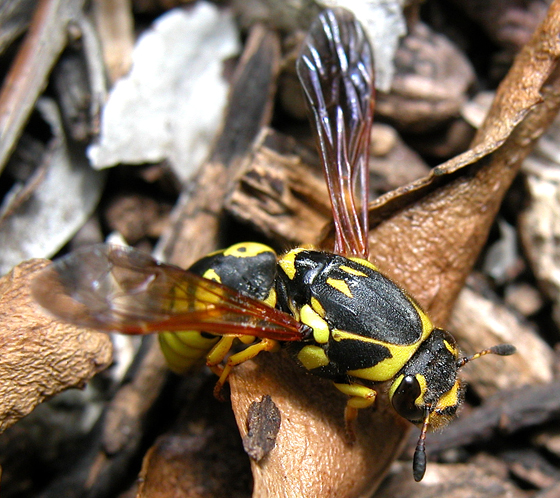
Pseudomasaris vespoides - Amérique du Nord

Masarinae est une petite sous-famille, unique parmi les guêpes, qui nourrissent leurs larves exclusivement avec du pollen et du nectar, d'une manière assez similaire aux Abeilles solitaires. La plupart de ses espèces sont noires ou brunes, marquées par des motifs contrastés de jaune, de blanc ou de rouge (et leurs combinaisons). Cette sous-famille ressemble parfois aux guêpes sociales et se reconnaissent à leurs antennes épaissies en massues. 
Les femelles Masarines transportent le pollen et le nectar dans leur jabot social et les régurgitent dans les cellules de leurs nids sous la forme de pain d'abeille. Les nids sont souvent construits avec de la boue (Guêpe maçonne) ou dans des terriers dans le sol (Guêpe fouisseuse) et peuvent être constitués de une à plusieurs cellules contenant chacune une seule larve. Ils sont généralement situés dans des endroits peu visibles, tels que sous des rochers ou dans des crevasses.
Cette famille a une large répartition ; néarctique, sub-paléarctique, néotropicale, éthiopienne et pacifique. La plus grande diversité s'observe dans le sud de la région éthiopienne.

## Taxonomie

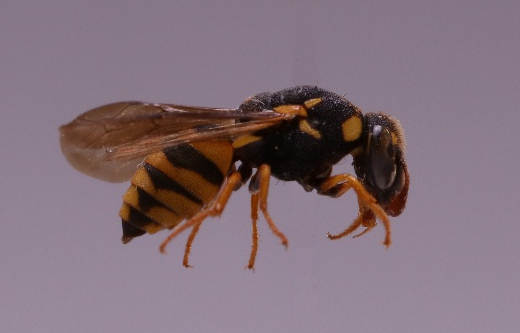
Celonites abbreviatus, specimen collecté dans les Alpes françaises

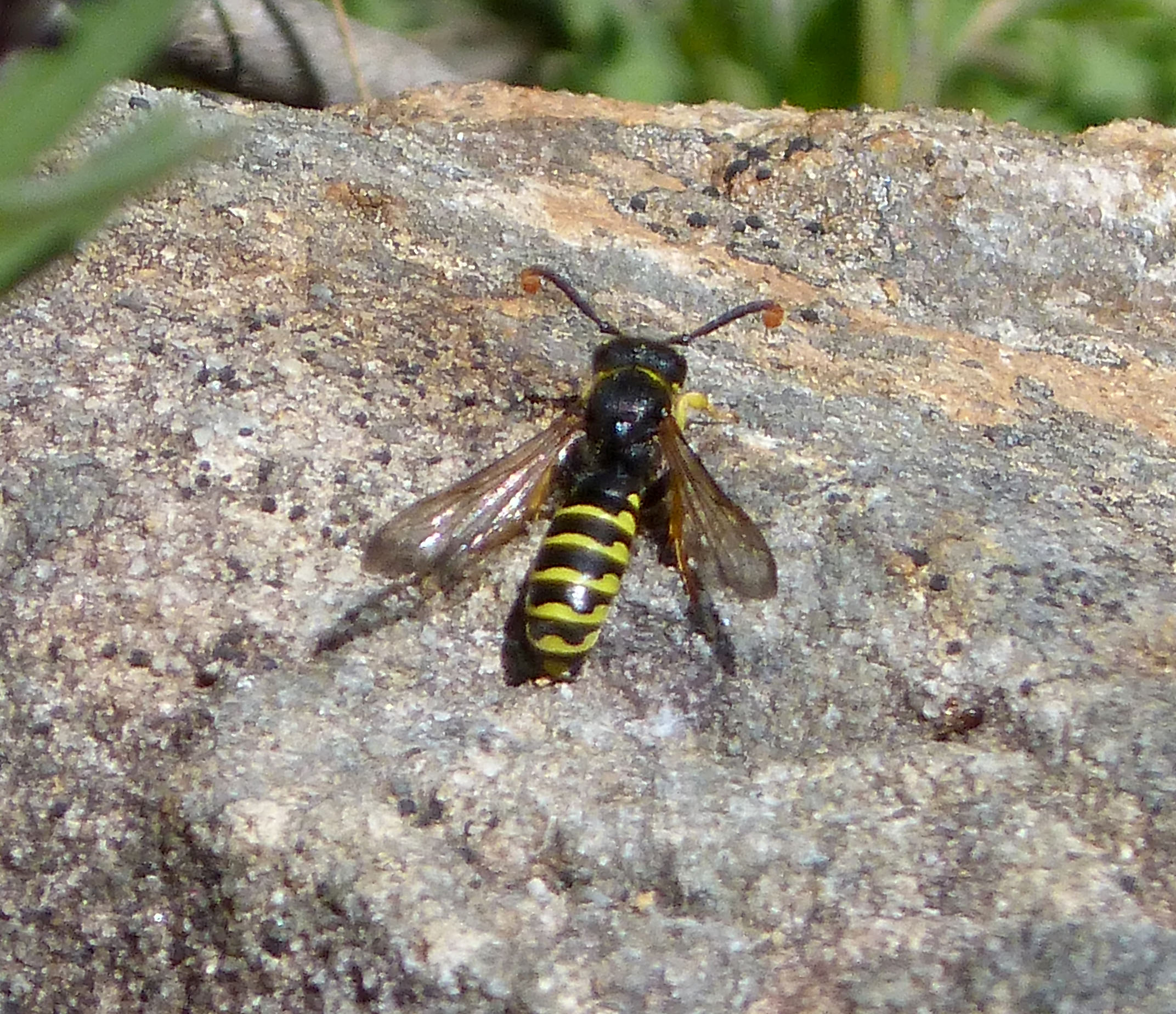
Ceramius sp - Andalousie, Espagne

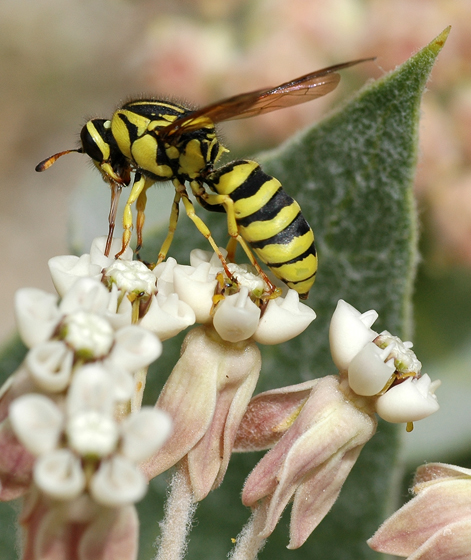
Pseudomasaris coquilletti - Ouest de l'Amérique du Nord

Le Catalogue de Carpenter (2001) recense 297 espèces réparties en 14 genres, séparés en deux tribus Masarini et Gayellini. Le premier est divisé en trois sous-tribus : Priscomasarina, Paragiina, et Masarina.

### Genres européens et leurs espèces
En Europe, la sous-famille Masarinae comporte quatre genres de la tribu Masarini et sous-tribu Masarina. Dans cette région, cette famille se distingue par la présence de seulement deux cellules submarginales à l'aile antérieure. La liste ci-dessous provient de Fauna Europaea.
- Genre Celonites Latreille, 1802
  - Sous-genre Celonites (Celotines) Latreille, 1802
    - Celonites abbreviatus (Villers, 1789)
    - Celonites fischeri (Spinola, 1838)
    - Celonites mayeti (Richards, 1962)
    - Celonites tauricus (Kostylev, 1935)[4]

  - Sous-genre Celotines (Eucelonites) Richards, 1962
    - Celonites cyprius (Saussure, 1854)
    - Celonites hellenicus (Gusenleitner, 1997)
    - Celonites rugiceps (Bischoff, 1928)
- Genre Ceramius Latreille, 1810
  - Ceramius auctus (Fabricius, 1804)
  - Ceramius bischoffi (Richards, 1963)
  - Ceramius bureschi (Atanassov, 1938)
  - Ceramius fonscolombei (Latreille, 1810)
  - Ceramius hispanicus (Dusmet, 1909)
  - Ceramius lusitanicus (Klug, 1824)
  - Ceramius tuberculifer (de Saussure, 1854)
  - Ceramius vechti (Richards, 1963)
- Genre Jugurtia Saussure, 1854
  - Jugurtia dispar (Dufour, 1851)
- Genre Quartinia André, 1884
  - Quartinia canariensis (Bluethgen, 1958)
  - Quartinia cretica (Gusenleitner, 1994)
  - Quartinia guichardi (Richards, 1969)
  - Quartinia parvula (Dusmet, 1909)
  - Quartinia soikai (Richards, 1962)
  - Quartinia tenerifina (Richards, 1969)

### Liste complète des genres
Cette liste provient du Catalogue Carpenter (2001)
- Tribu Gayellini Radley, 1922
  - Gayella Spinola, 1851
  - Paramasaris Cameron, 1901
- Tribu Masarini Latreille, 1802
  - Sous-tribu Priscomasarina Gess, 1998
    - Priscomasaris Gess, 1998

  - Sous-tribu Paragiina Bradley, 1922
    - Metaparagia Meade-Waldo, 1911
    - Paragia Shuckard, 1837

  - Sous-tribu Masarina Latreille, 1802
    - Celonites Latreille, 1802
    - Ceramiopsis Zavattari, 1910
    - Ceramius Latreille, 1810
    - Jugurtia de Saussure, 1854
    - Masarina Richards, 1962
    - Masaris Fabricius, 1793
    - Pseudomasaris Ashmead, 1902
    - Quartinia Andre, 1884
    - Trimeria de Saussure, 1854